# Башня короля Альфреда
Башня короля Альфреда (англ. King Alfred's Tower) — архитектурная достопримечательность графства Сомерсет. Располагается в Англии недалеко от города Брюхэм. Построена башня как памятник в честь окончания Семилетней войны. Является архитектурным капризом.

## История
Строительство башни было задумано банкиром Генри Хором II в 1762 году. Конструкция ознаменовала успешный для Британии исход Семилетней войны. Проект башни был выполнен в 1765 году архитектором Генри Флиткрофтом. За основу была взята венецианская башня Святого Марка, однако конструкция получилась несколько иной. Само сооружение было решено назвать в честь знаменитого английского короля Альфреда. Строительство началось 1769 году и было завершено в 1772 году.
Башня была повреждена в 1944 году (самолёт врезался в верхнюю часть, погибли пять членов экипажа). Восстановили разрушенную часть башни в 1986 году.
В 1961 году она внесена в список памятников архитектуры I степени.

## Описание
Высота сооружения составляет 49 метров. Она имеет треугольное основание, в каждом углу имеются характерные круглые выступы. При входе в башню расположена массивная деревянная дверь, за ней располагается винтовая лестница, состоящая из 205 ступенек. Она ведет к вершине конструкции, где расположена смотровая площадка. Главным украшением башни является статуя короля Альфреда.